# Alexandre Jacques François Bertrand
Alexandre Jacques François Bertrand (Rennes, 25 aprile 1795 – Parigi, 22 gennaio 1831) è stato un medico e naturalista francese.

## Biografia
Era il padre dell'archeologo Alexandre Bertrand (1820-1902) e del matematico Joseph Bertrand (1822-1900). Fu anche un alleato del filosofo Pierre Leroux (1798-1871) e del sansimonismo.
Bertrand è ricordato per le sue indagini scientifiche sul magnetismo animale e sul sonnambulismo. Nelle sue conferenze pubbliche sul magnetismo animale parlò con fiducia dell'esistenza del "fluido magnetico", ma attraverso l'esperienza e la riflessione cambiò idea, diventando un critico principale della sua esistenza.
Dal 1825 al 1830 Bertrand pubblicò numerosi articoli sulla rivista progressiva Le Globe.

## Opere

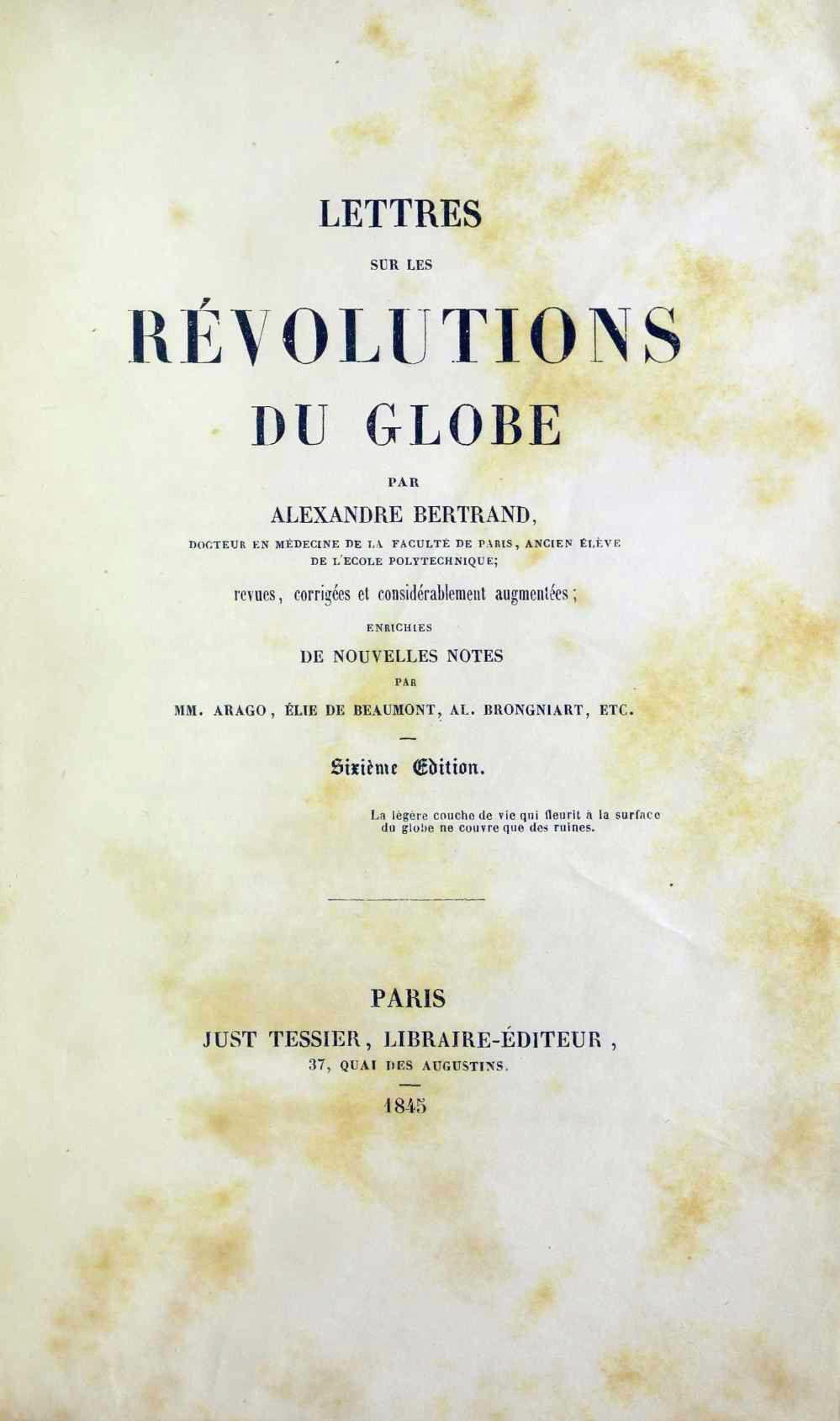
Lettres sur les rèvolutions du globe, 1845

- Traité du somnambulisme et des différentes modifications qu'il présente, Paris, Dentu, 1823.
- Lettres sur les rèvolutions du globe, 1824.
  -  Lettres sur les rèvolutions du globe, Paris, Tessier, 1845.
- Lettres sur la physique, Paris, Bossange, 1824 e 1825.
- De l'extase, Paris, 1826.
- Du magnétisme en France et des jugements qu'en ont porté les sociétés savantes, Paris, Baillière, 1826.-  Republication L'Harmattan, 2004 - ISBN 2-7475-6319-7.